# 三氟甲磺酸酯

三氟甲磺酸酯基

三氟甲磺酸酯（英語：Trifluoromethanesulfonate），是一种具有化学式为CF3SO3-的官能团。因为-Tf基团是三氟甲磺酰基，这种官能团常也简写为-OTf。如三氟甲磺酸正丁酯可写为：CH3CH2CH2CH2OTf。
三氟甲磺酸负离子CF3SO3-，是一种非常稳定的多原子离子，属于三氟甲磺酸——最强的有机酸之一（CF3SO3H）的共轭碱。三氟甲磺酸的酸性强度超过了纯硫酸，因此可定义为超强酸。

## 应用
三氟甲磺酸酯基团是一种良好的离去基团，可用于某些有机反应如亲核取代反应、铃木反应和赫克反应。由于三氟甲磺酸烷基酯在SN2反应中活性太强，因此储存中不能接触亲核试剂（如水）。其负离子的良好稳定性源于负离子电荷可分散到三个氧原子和硫原子上而形成共振稳定。额外的稳定性还源于三氟甲基是一种很强的吸电子基团。
三氟甲磺酸酯可应用于11族元素与13族元素及镧系元素的配体。
三氟甲磺酸锂可用于一些锂电池的电极的成分。
一种温和的三氟甲磺酰化试剂是苯基三氟甲磺酰胺或N,N-二(三氟甲磺酰)苯胺，其反应生成的副产物为[CF3SO2N-Ph]−。

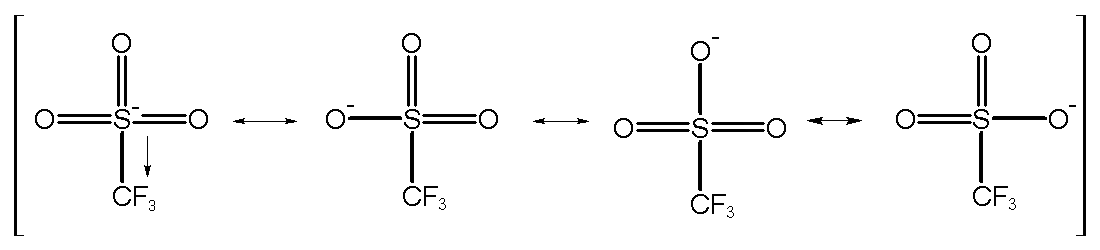
三氟甲磺酸负离子共振稳定